# Montigny-sur-Avre
Pour les articles homonymes, voir Montigny et Avre.
Montigny-sur-Avre est une commune française située dans le département d'Eure-et-Loir en région Centre-Val de Loire.

## Géographie

### Situation

Situation géographique
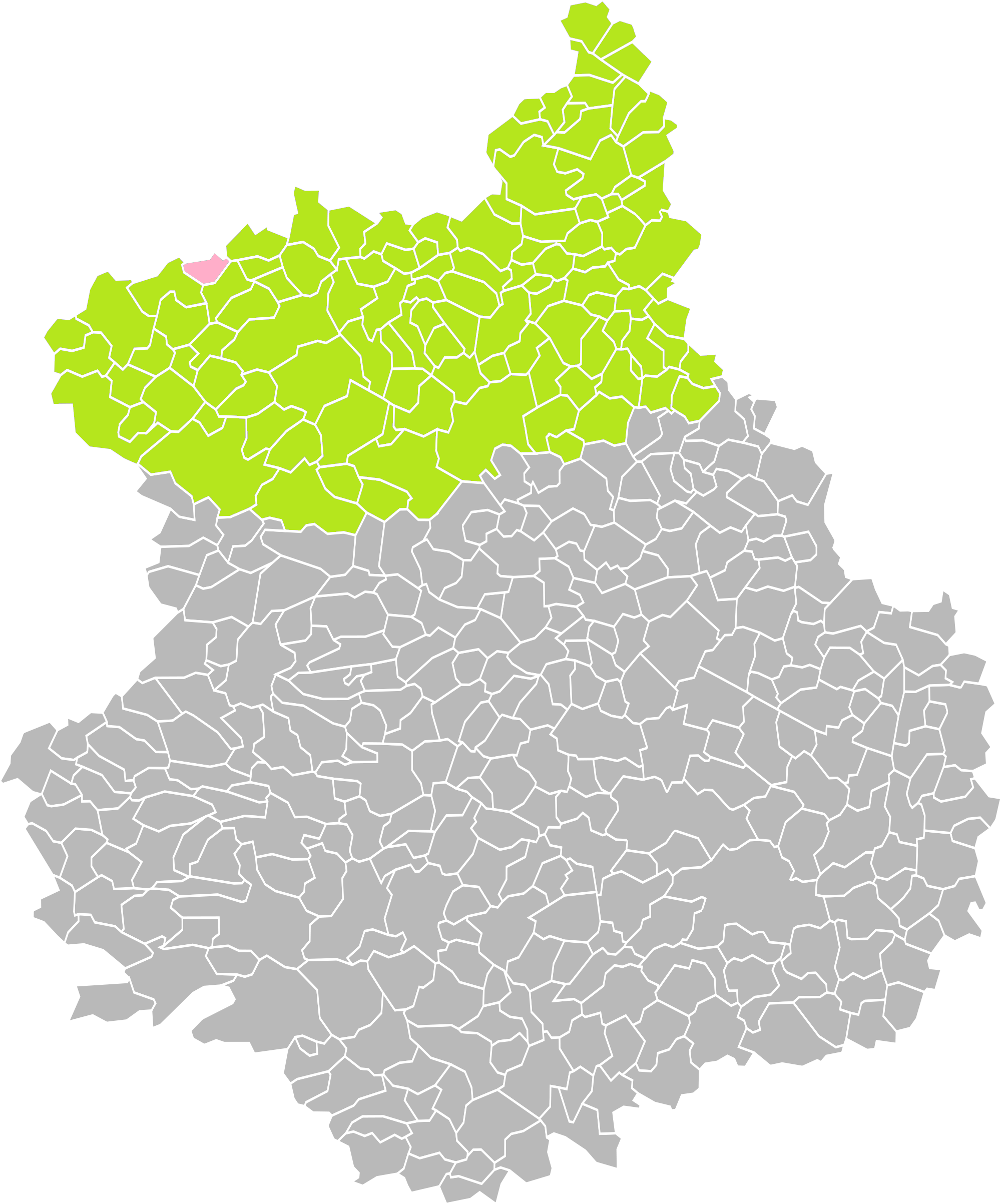
Montigny-sur-Avre dans son arrondissement.
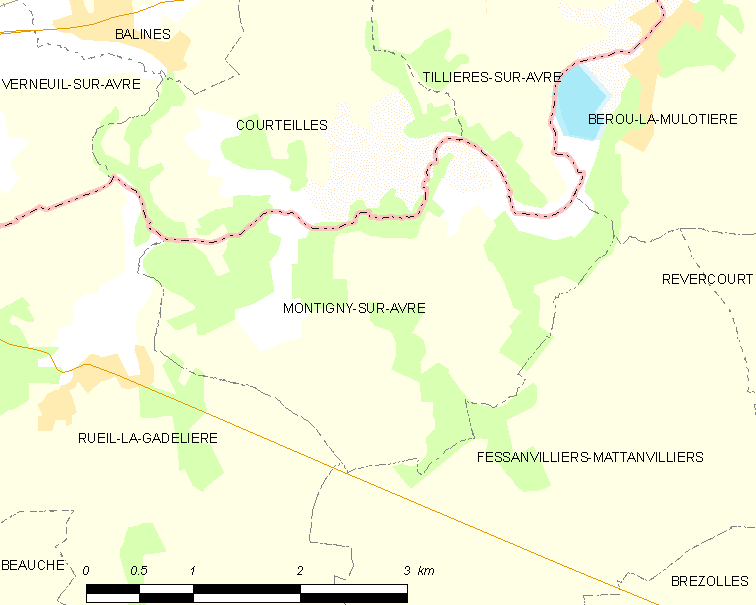
Carte de la commune de Montigny-sur-Avre.

### Communes, département et région limitrophes
Montigny-sur-Avre est situé au nord-ouest de l'Eure-et-Loir et limitrophe de Courteilles et de Tillières-sur-Avre, communes du département de l'Eure, en région Normandie.
| Courteilles (Eure) | Tillières-sur-Avre (Eure) | Bérou-la-Mulotière            |
| Rueil-la-Gadelière | Montigny-sur-Avre         | Fessanvilliers-Mattanvilliers |
| Rueil-la-Gadelière |                           | Fessanvilliers-Mattanvilliers |

### Écarts et hameaux
- Flouville

### Hydrographie
Comme son nom l'indique, cette commune est traversée par la rivière l'Avre, affluent en rive gauche de l'Eure et sous-affluent du fleuve la Seine.

### Climat
Pour des articles plus généraux, voir Climat du Centre-Val de Loire et Climat d'Eure-et-Loir.
En 2010, le climat de la commune est de type climat océanique dégradé des plaines du Centre et du Nord, selon une étude du CNRS s'appuyant sur une série de données couvrant la période 1971-2000. En 2020, Météo-France publie une typologie des climats de la France métropolitaine dans laquelle la commune est dans une zone de transition entre le climat océanique et le climat océanique altéré et est dans la région climatique  Sud-ouest du bassin Parisien, caractérisée par une faible pluviométrie, notamment au printemps (120 à 150 mm) et un hiver froid (3,5 °C). 
Pour la période 1971-2000, la température annuelle moyenne est de 10,4 °C, avec une amplitude thermique annuelle de 14,3 °C. Le cumul annuel moyen de précipitations est de 677 mm, avec 11,3 jours de précipitations en janvier et 8 jours en juillet. Pour la période 1991-2020, la température moyenne annuelle observée sur la station météorologique de Météo-France la plus proche, sur la commune de Rueil-la-Gadelière à 4 km à vol d'oiseau, est de 10,7 °C et le cumul annuel moyen de précipitations est de 663,1 mm,. Pour l'avenir, les paramètres climatiques de la commune estimés pour 2050 selon différents scénarios d'émission de gaz à effet de serre sont consultables sur un site dédié publié par Météo-France en novembre 2022.

## Urbanisme

### Typologie
Au 1er janvier 2024, Montigny-sur-Avre est catégorisée commune rurale à habitat dispersé, selon la nouvelle grille communale de densité à 7 niveaux définie par l'Insee en 2022.
Elle est située hors unité urbaine. Par ailleurs la commune fait partie de l'aire d'attraction de Verneuil d'Avre et d'Iton, dont elle est une commune de la couronne,. Cette aire, qui regroupe 24 communes, est catégorisée dans les aires de moins de 50 000 habitants,.

### Occupation des sols
L'occupation des sols de la commune, telle qu'elle ressort de la base de données européenne d’occupation biophysique des sols Corine Land Cover (CLC), est marquée par l'importance des territoires agricoles (66,4 % en 2018), une proportion identique à celle de 1990 (66,4 %). La répartition détaillée en 2018 est la suivante : 
terres arables (53 %), forêts (33,6 %), zones agricoles hétérogènes (6,9 %), prairies (6,5 %). L'évolution de l’occupation des sols de la commune et de ses infrastructures peut être observée sur les différentes représentations cartographiques du territoire : la carte de Cassini (XVIIIe siècle), la carte d'état-major (1820-1866) et les cartes ou photos aériennes de l'IGN pour la période actuelle (1950 à aujourd'hui).

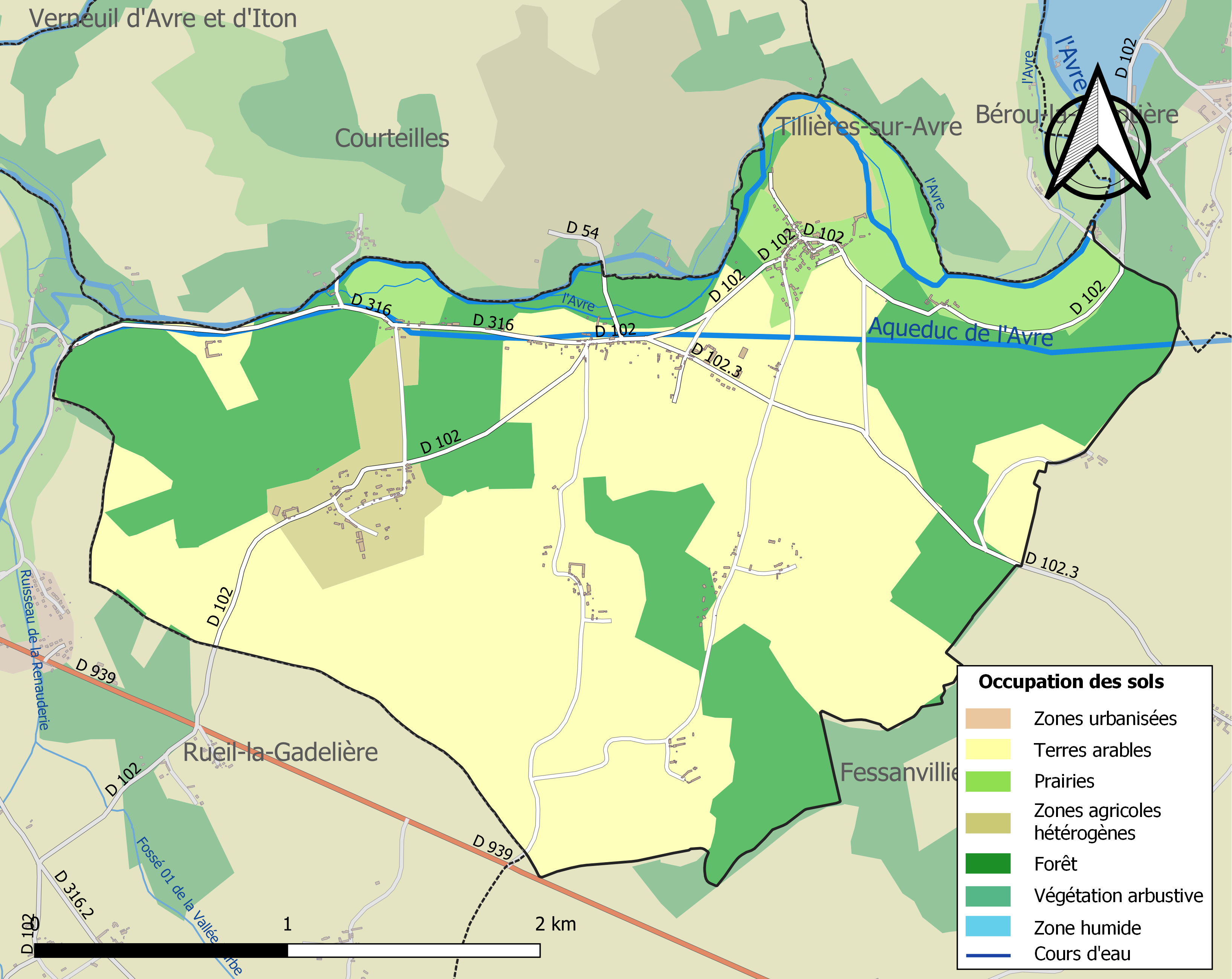
Carte des infrastructures et de l'occupation des sols de la commune en 2018 (CLC).

### Risques majeurs
Le territoire de la commune de Montigny-sur-Avre est vulnérable à différents aléas naturels : météorologiques (tempête, orage, neige, grand froid, canicule ou sécheresse), inondations, mouvements de terrains et séisme (sismicité très faible). Il est également exposé à un risque technologique, le transport de matières dangereuses. Un site publié par le BRGM permet d'évaluer simplement et rapidement les risques d'un bien localisé soit par son adresse soit par le numéro de sa parcelle.

#### Risques naturels
Certaines parties du territoire communal sont susceptibles d’être affectées par le risque d’inondation par débordement de cours d'eau et par ruissellement et coulée de boue, notamment l'Avre, le Buternay et l'Aqueduc de l'Avre. La commune a été reconnue en état de catastrophe naturelle au titre des dommages causés par les inondations et coulées de boue survenues en 1995, 1999 et 2018,.

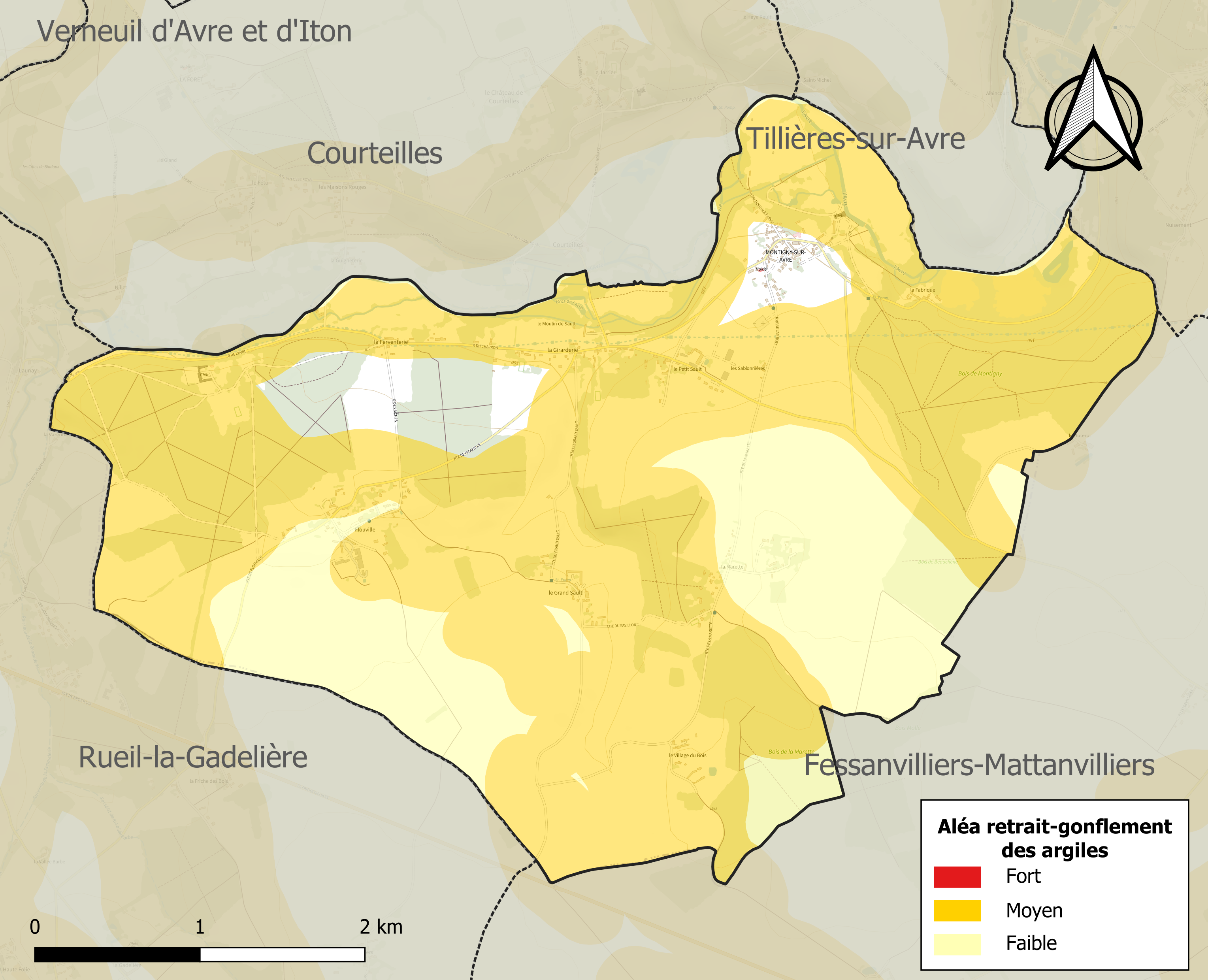
Carte des zones d'aléa retrait-gonflement des sols argileux de Montigny-sur-Avre.

Les mouvements de terrains susceptibles de se produire sur la commune sont des affaissements et effondrements liés aux cavités souterraines. L'inventaire national des cavités souterraines permet de localiser celles situées sur la commune.
Le retrait-gonflement des sols argileux est susceptible d'engendrer des dommages importants aux bâtiments en cas d’alternance de périodes de sécheresse et de pluie. 72,6 % de la superficie communale est en aléa moyen ou fort (52,8 % au niveau départemental et 48,5 % au niveau national). Sur les 162 bâtiments dénombrés sur la commune en 2019, 96 sont en aléa moyen ou fort, soit 59 %, à comparer aux 70 % au niveau départemental et 54 % au niveau national. Une cartographie de l'exposition du territoire national au retrait gonflement des sols argileux est disponible sur le site du BRGM,.
Concernant les mouvements de terrains, la commune a été reconnue en état de catastrophe naturelle au titre des dommages causés par des mouvements de terrain en 1999.

#### Risques technologiques
Le risque de transport de matières dangereuses sur la commune est lié à sa traversée par des infrastructures routières ou ferroviaires importantes ou la présence d'une canalisation de transport d'hydrocarbures. Un accident se produisant sur de telles infrastructures est en effet susceptible d’avoir des effets graves au bâti ou aux personnes jusqu’à 350 m, selon la nature du matériau transporté. Des dispositions d’urbanisme peuvent être préconisées en conséquence.

## Toponymie
Le nom de la localité est attesté sous les formes Montigny sur Avre en 1793, Montigny-sur-Havre en 1801.
Montigny, dont l'étymon est généralement donné sous la forme latinisée Montaniacum, est un type toponymique répandu dont la signification exacte ne fait pas l'unanimité.
L'Avre est une rivière qui prend sa source dans la région naturelle du Perche. Elle sert de frontière naturelle entre les régions Normandie et Centre-Val de Loire.

## Politique et administration

### Liste des maires
| Période                                  | Période  | Identité          | Étiquette | Qualité  |
| ---------------------------------------- | -------- | ----------------- | --------- | -------- |
| Les données manquantes sont à compléter. |          |                   |           |          |
| 2001                                     | 2008     | Bernard Gautier   |           |          |
| 2008                                     | 2020     | Claude Rault      | SE        | Retraité |
| 2020                                     | En cours | Richard Boucherie |           |          |

## Population et société

### Démographie
L'évolution du nombre d'habitants est connue à travers les recensements de la population effectués dans la commune depuis 1793. Pour les communes de moins de 10 000 habitants, une enquête de recensement portant sur toute la population est réalisée tous les cinq ans, les populations de référence des années intermédiaires étant quant à elles estimées par interpolation ou extrapolation. Pour la commune, le premier recensement exhaustif entrant dans le cadre du nouveau dispositif a été réalisé en 2004.

En 2022, la commune comptait 272 habitants, en évolution de +4,21 % par rapport à 2016 (Eure-et-Loir : −0,23 %, France hors Mayotte : +2,11 %).
| 1793 | 1800 | 1806 | 1821 | 1831 | 1836 | 1841 | 1846 | 1851 |
| ---- | ---- | ---- | ---- | ---- | ---- | ---- | ---- | ---- |
| 346  | 372  | 388  | 346  | 482  | 454  | 390  | 397  | 412  |

| 1856 | 1861 | 1866 | 1872 | 1876 | 1881 | 1886 | 1891 | 1896 |
| ---- | ---- | ---- | ---- | ---- | ---- | ---- | ---- | ---- |
| 358  | 433  | 514  | 494  | 498  | 527  | 536  | 570  | 404  |

| 1901 | 1906 | 1911 | 1921 | 1926 | 1931 | 1936 | 1946 | 1954 |
| ---- | ---- | ---- | ---- | ---- | ---- | ---- | ---- | ---- |
| 394  | 373  | 389  | 347  | 354  | 377  | 359  | 315  | 303  |

| 1962 | 1968 | 1975 | 1982 | 1990 | 1999 | 2004 | 2006 | 2009 |
| ---- | ---- | ---- | ---- | ---- | ---- | ---- | ---- | ---- |
| 271  | 219  | 205  | 225  | 276  | 275  | 256  | 252  | 256  |

| 2014 | 2019 | 2022 | - | - | - | - | - | - |
| ---- | ---- | ---- | - | - | - | - | - | - |
| 261  | 252  | 272  | - | - | - | - | - | - |

## Culture locale et patrimoine

### Lieux et monuments
- Le château de Montuel et sa chapelle,  Classé MH (1924)[23] ;
- Le château de Montigny-sur-Avre,  Classé MH (1963)[24], fermé au public ;
- L'église Saint-Martin, dont un ensemble de six verrières  Classé MH (1906)[25] ;
- Le chêne jouxtant le château de Montigny a reçu le label Arbre Remarquable de France en juin 2009[26].

Lieux et monuments de Montigny-sur-Avre
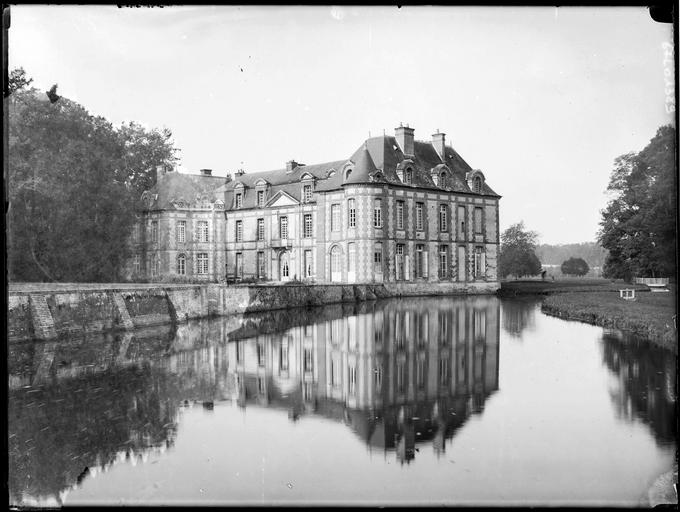
Le château de Montigny-sur-Avre entre 1900 et 1920.
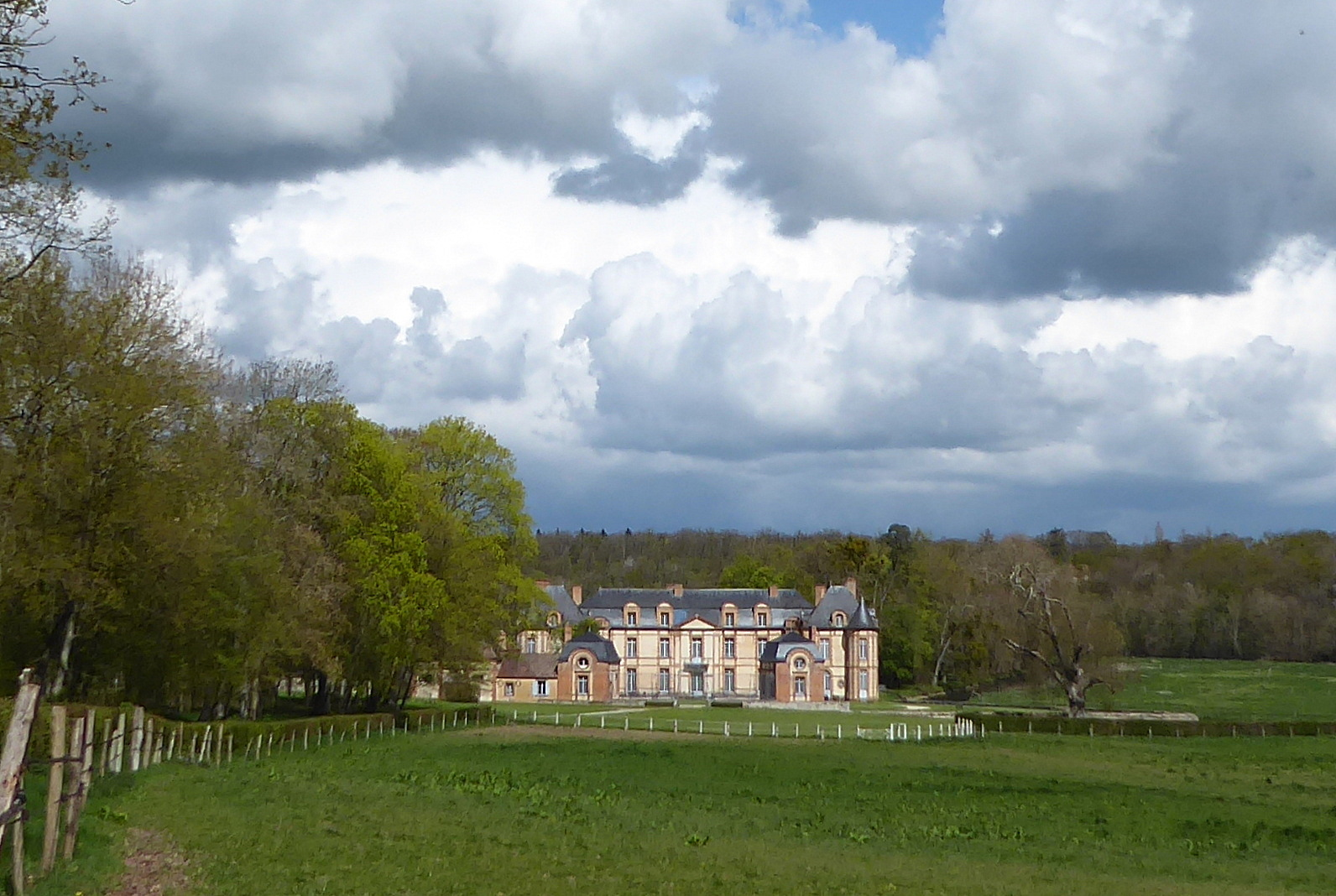
Le château de Montigny-sur-Avre en 2016 et, à sa droite, le chêne ayant reçu le label "Arbre remarquable de France".

### Personnalités liées à la commune
- François de Montmorency-Laval, né le 30 avril 1623 et mort le 6 mai 1708 à Québec. Il est le premier évêque et fondateur du séminaire de Québec, et gouverneur général de la Nouvelle-France en 1663 et 1682.
- Camille Belguise (1894-1980), femme de lettres.
- Jacques Debû-Bridel (1902-1993), cofondateur du Conseil national de la Résistance, sénateur de Paris, il vivait à Montigny-sur-Avre, au hameau de Flouville.
- Jean Bothorel, journaliste, né en 1940.